# Barzmühle

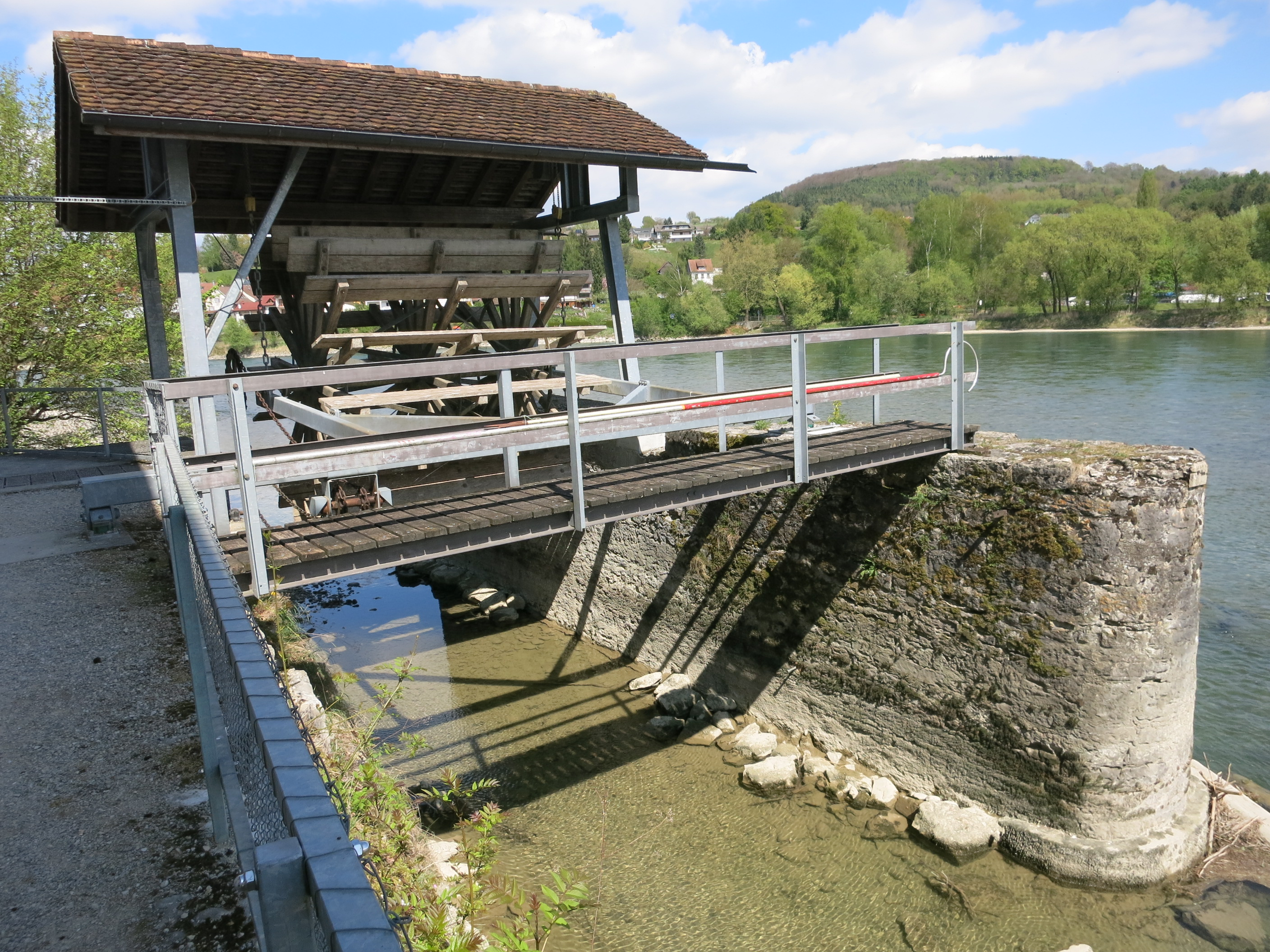
Barzmühle: Wasserrad wegen Niedrigwassers hochgezogen

Die Barzmühle ist eine unterschlächtige Wassermühle am Hochrhein bei Bad Zurzach in der Schweiz, gegenüber dem deutschen Ort Kadelburg. Sie gilt als einzige intakte Getreidemühle am freifliessenden Rhein. Um den Rhein zu überqueren, kann die Fähre Zurzach–Kadelburg benutzt werden.

## Geschichte
Die Barzmühle wurde 1446 anlässlich einer Gerichtsverhandlung erstmals erwähnt. Die damalige Schiffsmühle lag etwa 400 Meter oberhalb des jetzigen Standorts. Besitzer war der Bischof von Konstanz, der die Mühle 1462 an Hans Rychner von Holderbank verliehen hatte. Diese Schiffsmühle lag etwa 400 Meter oberhalb des heutigen Mühlengebäudes. Sie war am Ufer verankert und über einen Steg erreichbar. Im 17. Jahrhundert wurde sie rheinabwärts verschoben. 1711 brannte sie ab. Obwohl Bedenken wegen des regen Schiffsverkehrs bestanden, wurde die Mühle am  alten Standort wieder aufgebaut. Der Rhein wurde mit Lastkähnen und Weidlingen als Transportweg genutzt und es kam zu Unfällen. So stiessen drei Salzschiffe aus Eglisau mit der Wagenfähre in Kadelburg zusammen. Während der Besatzung durch die französische Armee kam es im Jahr 1800 zu einem Überfall durch marodierende Räuber auf die Müller. Der Sohn überlebte und der Vater erlag nach zwei Tagen seinen Verletzungen. 1857 übernahm Jakob Dambach und seine Söhne die Schiffsmühle. Innerhalb von vier Generationen bauten sie die Mühle etappenweise zu einer stationären Anlage um. 1816 bestanden im Bezirk Zurzach noch etwa 20 Mühlen mit zumeist oberschlächtigem Mühlrad.
Die Barzmühle wurde 1947 von der NOK erworben die sie sanieren wollte, 1976 wurde das Bauvorhaben eingestellt. Danach erwarb die Einwohnergemeinde Zurzach die Barzmühle. Das 1878 erbaute Mühlengebäude wurde vom Bauamt Zurzach nach und nach saniert. 
Am 27. Juni 1998 bildete eine Gruppe von Interessierten die Vereinigung Stiftung Barzmühle. Von 2000 bis 2004 wurde die Mühle zu einem Museum und Veranstaltungsort ausgebaut. Betreut wird sie von der Historischen Vereinigung des Bezirks Bad Zurzach die auch das Museum Höfli unterhält.